# Claude-Joseph Geoffroy
Claude-Joseph Geoffroy (Paris,  8 de agosto de 1685 - Paris 9 de marzo de 1752), llamado Geoffroy el Cadete, fue un maestro boticario, botánico y químico francés,  recordado por sus amplios conocimientos de botánica, especialmente por su dedicación al estudio de los aceites esenciales en las plantas.
Era hermano de  Étienne François Geoffroy (1672-1731), médico y botánico, y padre de Claude Geoffroy el Joven.

## Biografía
Hijo de Mathieu-François Geoffroy y de Louise Devaux, nació en París el 8 de agosto de 1685. En 1703 se convirtió en maestro boticario, y entre 1704 y 1705 realizó excursiones científicas por el sur de Francia, de las que regresó con una rica colección de plantas y de semillas. Luego estudió botánica con Joseph Pitton de Tournefort (1707). En 1708, tras la muerte de su padre, se hizo cargo de la farmacia familiar, tras la muerte de su padre. Se convirtió en estudiante de botánica en la Academia de Ciencias el 23 de marzo de 1707, siendo miembro asociado de la sección de botánica el 14 de mayo de 1711, luego asociado químico el 7 de diciembre de 1715 y finalmente pensionista químico el 14 de mayo de 1723.
Fue miembro de la Facultad de Medicina de París y de la Academia de Ciencias de Francia. El 9 de junio de 1715 fue nombrado miembro de la Royal Society  de Londres.  
De 1718 a 1720 fue Garde des marchands-apothicaires en París, y luego se desempeñó como inspector de Farmacia en el Hôtel-Dieu. En 1731 obtuvo el título de concejal en París.
De 1707 a 1751, publicó numerosos artículos en Recueils de l’Académie des sciences de l'Académie royale des sciences.
Es conocido como Geoffroy el Joven para distinguirlo de su hermano, Geoffroy el Viejo (1672-1731). Sin embargo, esto lleva a la confusión con su hijo, Claude François Geoffroy (1729-1753), conocido como "Claude Geoffroy el Joven".
Étienne Louis Geoffroy (1725-1810), su sobrino, estableció en 1753 el  Catalogue raisonné des minéraux, coquilles et autres curiosités naturelles contenues dans le cabinet de feu M. Geoffroy [Catálogo razonado de minerales, conchas y otras curiosidades naturales contenidas en el gabinete del difunto M. Geoffroy].

## Familia
- Étienne Geoffroy (? - Paris, 5 de abril de 1670), maestro boticario, casado el 6 de febrero de 1639 con Marie Fremin, hija de François Fremin, maestro cirujano en París, y de Marguerite Roussel,[4]
  - Mathieu-François Geoffroy (1644-1708), casado con Louise de Vaux o  Devaux),
    - Étienne-François Geoffroy (1672-1731), o Geoffroy el Viejo,
      - Étienne Louis Geoffroy (1725-1810)

    - Claude-Joseph Geoffroy (1685-1752), o Geoffroy el Cadete,
      - Claude François Geoffroy (1729-1753), o Geoffroy el Joven.

## Publicaciones

### Listas de publicaciones
- « Geoffroy, Cl.-Jos. », p. 317, en Google Libros, dans Joseph-Marie Quérard, La France littéraire ou dictionnaire bibliographique des savants […], Firmin Didot père et fils, 1829, p. 317
- « A. C. », Liste d’œuvres et de communications , p. PA730, en Google Libros, dans Amédée Dechambre, Dictionnaire encyclopédique des sciences médicales,  vol. 43 , V. Masson et Fils, 1881, p. 730

### Publicaciones selectas
- « Observations sur les Huiles essentielles, avec quelques conjectures sur la cause des couleurs des feuilles & des fleurs des Plantes », dans Mémoires de l'Académie royale des Sciences pour l'année 1707 (1730), p. 517-526.  ()
- « Observations Sur la Vegetation des Truffes », dans Mémoires de l'Académie royale des Sciences pour l'année 1711 (1730), p. 23-35.  ()
- « Observations Sur la Structure & l'Usage des principales parties des Fleurs », dans Mémoires de l'Académie royale des Sciences pour l'année 1711 (1730), p. 207-230.  () (Sébastien Vaillant accusera Geoffroy en 1717, dans son Discours sur la structure des fleurs, leurs différences et l'usage de leurs parties, p. 26, en Google Libros, de lui avoir volé ses idées en les faisant passer pour siennes.)
- « Suite des observations sur les Bézoards », dans Mémoires de l'Académie royale des Sciences pour l'année 1712 (1731), p. 199-208.  ()
- « Observations Des différens degrés de chaleur que l'Esprit de Vin communique à l'Eau par son mêlange », dans Mémoires de l'Académie royale des Sciences pour l'année 1713 (1739), p. 51-52.  ()
- « Observations Sur la Gomme Lacque, & sur les autres matieres animales qui fournissent la Teinture de Pourpre », p. RA1-PA121, en Google Libros, dans Mémoires de l'Académie royale des Sciences pour l'année 1714 (1717), p. 121-140.  ()
- « Observations sur l'Huile d'Aspic, et sur son choix », dans Mémoires de l'Académie royale des Sciences pour l'année 1715 (1741), p. 236-241.  ()
- « Observations sur la nature et la composition du sel ammoniac », dans Mémoires de l'Académie royale des Sciences pour l'année 1720 (1722), p. 189-207.  ()
- « Suite des observations sur la fabrique du sel ammoniac, avec sa décomposition pour en tirer le sel volatil, que l'on nomme vulgairement sel d'Angleterre », dans Mémoires de l'Académie royale des Sciences pour l'année 1723 (1753), p. 210-222.  ()
- « Observations Sur un Métal qui résulte de l'Alliage du Cuivre & du Zinc », dans Mémoires de l'Académie royale des Sciences pour l'année 1725 (1727), p. 57-66.  ()
- « Observations sur le Meslange de Quelques Huiles Essentielles avec l'Esprit De Vin », dans Mémoires de l'Académie royale des Sciences pour l'année 1727 (1729), p. 114-120.  ()
- « Suite d'Observations sur les huiles essentielles, leur altération & la maniere de rectifier celles de certains fruits, avec un examen des changemens qui arrivent à l'huile d'anis », dans Mémoires de l'Académie royale des Sciences pour l'année 1728 (1753), p. 88-99.  ()
- « Examen du Vinaigre Concentré par la Gelée », dans Mémoires de l'Académie royale des Sciences pour l'année 1729 (1731), p. 68-78.  ()
- « Examen Chymique des Viandes qu'on employe ordinairement dans les Bouillons ; par lequel on peut connoître la quantité d'Extrait qu'elles fournissent, & déterminer ce que chaque Bouillon doit contenir de suc nourrissant », dans Mémoires de l'Académie royale des Sciences pour l'année 1730 (1732), p. 217-232.  ()
- Part of a Letter from Monsieur Claud. Joseph Geoffroy, F.R.S. to David Hartley, M.A. F.R.S. Containing His Method of Making Soap-Lees and Hard Soap, for Medicinal Uses, dans Philosophical Transactions, Vol. 42 (1742), p. 71-77.

### Article connexe
- Liste des membres de l'Académie royale des sciences